# Алекс Минейро
Алекс Минейро, настоящее имя Александер Перейра Кардозо (порт. Alexander Pereira Cardoso, порт. Alex Mineiro; род. 15 марта 1975, Белу-Оризонти) — бразильский футболист, нападающий.

## Биография
Воспитанник клуба «Америка Минейро», за который и начал профессиональную карьеру в 1996 году. В 1997 году Алекс перешёл в другой клуб из Белу-Оризонти, на тот момент один из сильнейших клубов мира — «Крузейро». В его составе в том же году он стал победителем Кубка Либертадорес.
После нескольких не очень успешных лет и смены ряда клубов в 2001 году Алекс Минейро присоединился к «Атлетико Паранаэнсе» из Куритибы. Алекс вместе с Клебером Перейрой составили лучшую связку форвардов в бразильской Серии A. Хет-трик в первом финальном матче чемпионата в ворота «Сан-Каэтано» позволил «Атлетико» праздновать победу 4:2, а ещё один гол Алекса Минейро в ответном поединке (0:1) принёс победу и во всём турнире. По итогам 2001 года Алекс Минейро был признан лучшим футболистом Бразилии, попал в символическую сборную чемпионата Бразилии. Однако несмотря на всё давление футбольной общественности Бразилии тренер сборной Луис Фелипе Сколари не взял ни его, ни лучшего бомбардира Бразилейрао-2001 Ромарио на чемпионат мира 2002 года в Японию и Корею. На турнир отправился партнёр Алекса Клеберсон.
В 2008 году Алекс впервые в своей карьере выиграл титул лучшего бомбардира в одном из престижных турниров. Забитые Алексом Минейро 15 голов позволили «Палмейрасу» впервые с 1996 года праздновать победу в Лиге Паулисте.
В 2009 году Алекс Минейро выступал за «Гремио» из Порту-Алегри, после чего вернулся в «Атлетико Паранаэнсе», где и завершил карьеру в 2010 году.

## Титулы и достижения
- Чемпион Бразилии: 2001
- Кубок Либертадорес (1): 1997
- Лига Паулиста: 2008
- Лига Минейро: 1997
- Лига Паранаэнсе: 2001, 2005
- Лучший футболист Бразилии: 2001
- Лучший бомбардир Лиги Паулисты: 2008